# Nule
Nule (sardisk: Nule) er en by og en kommune (comune) i provinsen Sassari i regionen Sardinien i Italien. Byen ligger i 650 meters højde og har 1.380 indbyggere (2016). Kommunen har et areal på 51,95 km² og grænser til kommunerne Benetutti, Bitti, Orune, Osidda og Pattada.